# Fortín de Juárez, Santa Catarina Ticuá
Fortín de Juárez är en ort i Mexiko.   Den ligger i kommunen Santa Catarina Ticuá och delstaten Oaxaca, i den sydöstra delen av landet, 300 km sydost om huvudstaden Mexico City. Fortín de Juárez ligger 2 302 meter över havet och antalet invånare är 205.
Terrängen runt Fortín de Juárez är huvudsakligen kuperad, men österut är den bergig. Runt Fortín de Juárez är det glesbefolkat, med 18 invånare per kvadratkilometer. Närmaste större samhälle är Villa Chalcatongo de Hidalgo, 4,9 km sydväst om Fortín de Juárez. I omgivningarna runt Fortín de Juárez växer huvudsakligen savannskog.